# 菲斯滕貝格家族

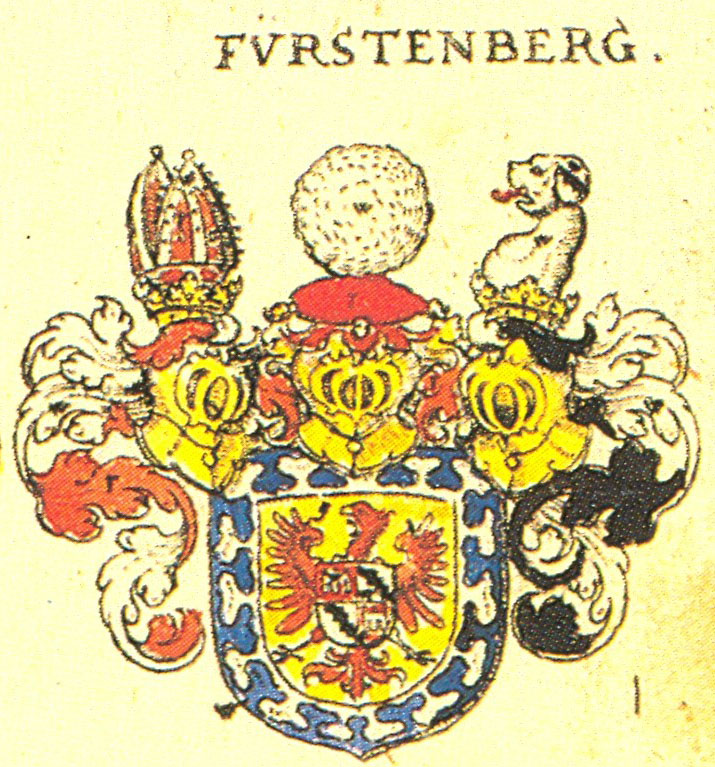
菲斯滕贝格家族的族徽

菲斯滕贝格家族（直译：“亲王山”）是一個德國貴族，統治菲斯滕貝格親王國，位于现今巴登-符腾堡州南部。1250年从乌拉赫伯国分裂而出，经历若干次分裂后于1744年重新统一。1806年，菲斯滕贝格的大部分并入巴登大公国，余下部分被符腾堡王国、霍亨索伦-锡格马林根和巴伐利亚王国瓜分。

## 菲斯滕贝格伯爵

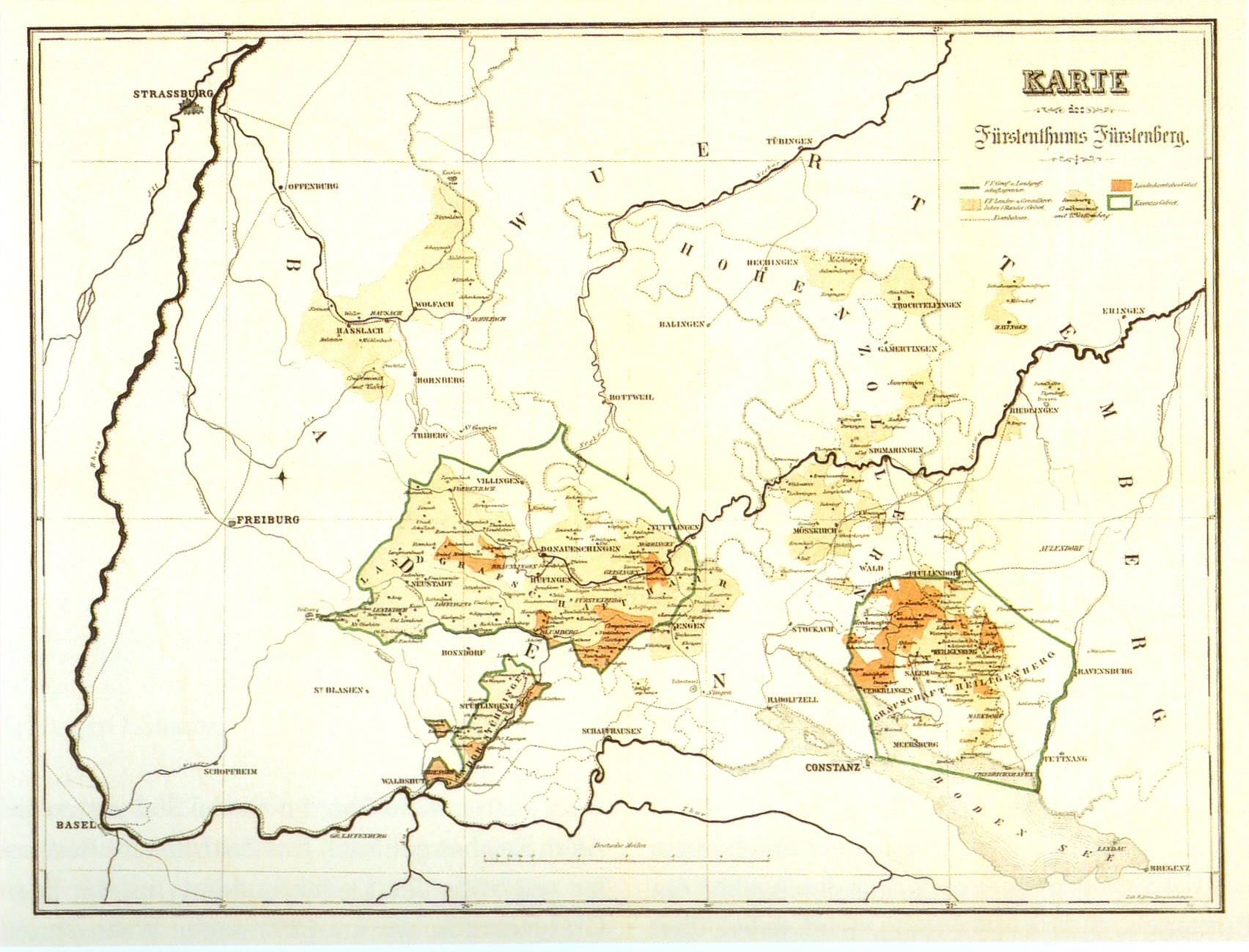
19世纪菲斯滕贝格亲王领地的地图

- 1250年—1284年：亨利一世 Heinrich I 乌拉赫和弗赖堡伯爵埃贡五世第三子
- 1284年—1296年：弗里德里希一世 Friedrich I 亨利一世长子
- 1296年—1337年：亨利二世 Heinrich II 弗里德里希一世长子
- 1337年—1370年：康拉德三世 Konrad III 亨利二世长子
- 1337年—1365年：约翰一世 Johann I 亨利二世次子
- 1337年—1367年：亨利三世 Heinrich III 亨利二世第三子
- 1367年—1408年：亨利四世 Heinrich IV 亨利三世之子

1408年，菲斯滕贝格分为菲斯滕贝格-菲斯滕贝格（Fürstenberg-Fürstenberg）和菲斯滕贝格-沃尔法赫（Fürstenberg-Wolfach）。

### 菲斯滕贝格-菲斯滕贝格伯爵
- 1408年—1441年：亨利五世 Heinrich V 亨利四世长子

1441年，菲斯滕贝格-菲斯滕贝格分为菲斯滕贝格-巴尔（Fürstenberg-Baar）和菲斯滕贝格-盖辛根（Fürstenberg-Geisingen）。

### 菲斯滕贝格-沃尔法赫伯爵
- 1408年—1419年：康拉德四世 Konrad IV 亨利四世第三子
- 1419年—1490年：亨利六世 Heinrich VI 康拉德四世长子，无嗣

1490年，菲斯滕贝格-沃尔法赫绝嗣，归于菲斯滕贝格-巴尔。

### 菲斯滕贝格-盖辛根伯爵
- 1441年—1443年：约翰二世 Johann II 亨利五世长子
- 1443年—1483年：埃贡二世 Egon II 约翰二世次子，无嗣

1483年，菲斯滕贝格-盖辛根绝嗣，归于菲斯滕贝格-巴尔。

### 菲斯滕贝格-巴尔伯爵
- 1441年—1484年：康拉德五世 Konrad V 亨利五世次子
- 1484年—1499年：亨利七世 Heinrich VII 康拉德五世长子，1488年得到多瑙埃辛根，无嗣。
- 1499年—1509年：沃尔夫冈一世 Wolfgang I 康拉德五世次子
- 1509年—1559年：弗里德里希二世 Friedrich II  沃尔夫冈一世次子

1559年，菲斯滕贝格-巴尔分为菲斯滕贝格-布鲁姆贝格（Fürstenberg-Blumberg）和菲斯滕贝格-海利根贝格（Fürstenberg-Heiligenberg）。

### 菲斯滕贝格-布鲁姆贝格伯爵
- 1559年：克里斯托弗一世 Christoph I 弗里德里希二世第六子
- 1559年—1599年：阿尔布雷希特一世 Albrecht I 克里斯托弗一世长子

1599年菲斯滕贝格-布鲁姆贝格分出菲斯滕贝格-默林根（Fürstenberg-Möhringen）。
- 1599年—1614年：克里斯托弗二世 Christoph II 阿尔布雷希特一世长子

1614年，菲斯滕贝格-布鲁姆贝格分为菲斯滕贝格-梅斯基希（Fürstenberg-Messkirch）和菲斯滕贝格-施蒂林根（Fürstenberg-Stühlingen）。

#### 菲斯滕贝格-默林根伯爵
- 1599年—1631年：弗拉提斯劳斯一世 Wratislaus I 阿尔布雷希特一世次子
- 1631年—1640年：阿尔布雷希特二世 Albrecht II 弗拉提斯劳斯一世长子，无嗣
- 1640年—1641年：弗朗茨·弗拉提斯劳斯 Franz Wratislaus 弗拉提斯劳斯一世次子，无嗣

1641年，菲斯滕贝格-默林根绝嗣，归于菲斯滕贝格-施蒂林根。

### 菲斯滕贝格-海利根贝格伯爵和亲王
- 1559年—1598年：约阿希姆 Joachim 弗里德里希二世第八子
- 1598年—1617年：弗里德里希三世 Friedrich III 弗里德里希二世第八子

1617年，菲斯滕贝格-海利根贝格分出菲斯滕贝格-多瑙埃辛根（Fürstenberg-Donaueichingen）。
- 1617年—1618年：威廉 Wilhelm 弗里德里希三世长子
- 1617年—1655年：埃贡八世 Egon VIII 弗里德里希三世第三子
- 1655年—1662年：斐迪南·弗里德里希·埃贡 Ferdinand Friedrich Egon 弗里德里希三世长子
- 1655年—1674年：赫尔曼·埃贡 Hermann Egon 弗里德里希三世第四子，1664年升为菲斯滕贝格-海利根贝格亲王。

1664年，菲斯滕贝格-海利根贝格升为亲王领地。
- 1662年—1676年：马克西米利安·约瑟夫 Maximilian Joseph 斐迪南·弗里德里希·埃贡长子，1664年升为菲斯滕贝格-海利根贝格亲王
- 1674年—1716年：安东·埃贡 Anton Egon 赫尔曼·埃贡长子，菲斯滕贝格-海利根贝格亲王

1716年，菲斯滕贝格-海利根贝格绝嗣，归于菲斯滕贝格-菲斯滕贝格。

#### 菲斯滕贝格-多瑙埃辛根伯爵
- 1617年—1627年：雅各布·路德维希 Jakob Ludwig 弗里德里希三世第四子
- 1627年—1698年：弗朗茨·卡尔 Franz Karl 弗里德里希三世第四子，无嗣

1698年，菲斯滕贝格-多瑙埃辛根绝嗣，归于菲斯滕贝格-海利根贝格。

### 菲斯滕贝格-梅斯基希伯爵和亲王
- 1614年—1642年：弗拉提斯劳斯二世 Wratislaus II 克里斯托弗二世长子
- 1642年—1671年：弗朗茨·克里斯托弗 Franz Christoph 弗拉提斯劳斯二世长子
- 1671年—1684年：弗里德里希·克里斯托弗 Friedrich Christoph  弗朗茨·克里斯托弗长子
- 1684年—1735年：弗朗茨·斐迪南 Franz Ferdinand  弗朗茨·克里斯托弗第三子，1716年升为菲斯滕贝格-梅斯基希亲王，1741年去世。

1716年，菲斯滕贝格-梅斯基希升为亲王领地。
- 1735年—1744年：卡尔·弗里德里希 Karl Friedrich  弗朗茨·斐迪南之子，菲斯滕贝格-梅斯基希亲王，无嗣

1744年，菲斯滕贝格-梅斯基希绝嗣，归于菲斯滕贝格-菲斯滕贝格。

### 菲斯滕贝格-施蒂林根伯爵
- 1614年—1655年：弗里德里希·鲁道夫 Friedrich Rudolf 克里斯托弗二世次子
- 1655年—1681年：马克西米利安·弗朗茨 Maximilian Franz 弗里德里希·鲁道夫长子
- 1681年—1704年：普罗斯佩·斐迪南 Prosper Ferdinand 马克西米利安·弗朗茨次子

1704年，菲斯滕贝格-施蒂林根分为菲斯滕贝格-菲斯滕贝格（Fürstenberg-Fürstenberg）和菲斯滕贝格-魏特拉（Fürstenberg-Weitra）。

### 菲斯滕贝格-菲斯滕贝格伯爵和亲王
- 1704年—1762年：约瑟夫·威廉·恩斯特 Josef Wilhelm Ernst 普罗斯佩·斐迪南长子，1716年升为菲斯滕贝格亲王。

1716年12月2日，菲斯滕贝格-菲斯滕贝格升为亲王领地。1762年，菲斯滕贝格-菲斯滕贝格分出菲斯滕贝格-皮尔格利茨（Fürstenberg-Pürglitz）。
- 1762年—1783年：约瑟夫·文策尔 Josef Wenzel 约瑟夫·威廉·恩斯特长子，第二代菲斯滕贝格亲王
- 1783年—1796年：约瑟夫·玛利亚·本尼迪克特·卡尔 Joseph Maria Benedikt Karl 约瑟夫·文策尔次子，第三代菲斯滕贝格亲王，无嗣
- 1796年—1804年：卡尔·约阿希姆 Karl Joachim 约瑟夫·文策尔第五子，第四代菲斯滕贝格亲王，无嗣

1804年，菲斯滕贝格-菲斯滕贝格主系绝嗣，领地和亲王称号均归于菲斯滕贝格-皮尔格利茨支。

#### 菲斯滕贝格-皮尔格利茨亲王
- 1762年—1787年：卡尔·博罗莫伊斯·埃贡 Karl Borromäus Egon 约瑟夫·威廉·恩斯特次子
- 1787年—1790年：菲利普·内利乌斯·玛利亚 Philipp Nerius Maria 卡尔·博罗莫伊斯·埃贡次子
- 1790年—1799年：卡尔·加布里埃尔·玛利亚 Karl Gabriel Maria 菲利普·内利乌斯·玛利亚长子，无嗣
- 1799年—1806年：卡尔·埃贡二世 Karl Egon II  卡尔·博罗莫伊斯·埃贡的孙子，其第三子卡尔·约瑟夫·阿洛伊斯长子，1804年得到菲斯滕贝格-菲斯滕贝格，成为第五任菲斯滕贝格亲王。

1806年，菲斯滕贝格亲王领地被巴登大公国、奥地利帝国、符腾堡王国和霍亨索伦-锡格马林根瓜分。

### 菲斯滕贝格-魏特拉伯爵
- 1705年—1759年：路德维希·威廉·奥古斯特·埃贡 Ludwig Wilhelm August Egon 普罗斯佩·斐迪南的遗腹子

1759年，菲斯滕贝格-魏特拉分出菲斯滕贝格-泰科维茨（Fürstenberg-Taikowitz）。
- 1759年—1806年：约阿希姆·埃贡 Joachim Egon 路德维希·威廉·奥古斯特·埃贡次子

1806年，菲斯滕贝格-魏特拉并入奥地利帝国。

#### 菲斯滕贝格-泰科维茨伯爵
- 1759年—1806年：弗里德里希·约瑟夫·马克西米利安·奥古斯特 Friedrich Joseph Maximilian August 路德维希·威廉·奥古斯特·埃贡第三子

1806年，菲斯滕贝格-泰科维茨并入奥地利帝国。

## 菲斯滕贝格亲王和伯爵继承人

### 皮尔格利茨系的菲斯滕贝格亲王
- 1806年—1854年：卡尔·埃贡二世 Karl Egon II 卡尔·博罗莫伊斯·埃贡的孙子，其第三子卡尔·约瑟夫·阿洛易斯长子，1804年得到菲斯滕贝格-菲斯滕贝格，成为第五任菲斯滕贝格亲王。
- 1854年—1892年：卡尔·埃贡三世 Karl Egon III 卡尔·埃贡二世长子
- 1892年—1896年：卡尔·埃贡四世 Karl Egon IV 卡尔·埃贡三世之子，无嗣
- 1896年—1941年：马克西米利安·埃贡二世 Maximilian Egon II 卡尔·埃贡四世的堂弟，卡尔·埃贡二世的孙子，其次子马克西米利安·埃贡一世的长子
- 1941年—1973年：卡尔·埃贡五世 Karl Egon V 马克西米利安·埃贡二世长子，无嗣
- 1973年—2002年：约阿希姆·埃贡 Joachim Egon 卡尔·埃贡五世的侄子，马克西米利安·埃贡二世的孙子，其次子马克西米利安·埃贡长子
- 2002年—2024年：亨利 Heinrich 约阿希姆·埃贡长子
- 2024至今：克里斯蒂安 Christian 1977年生

- 菲斯滕贝格亲王世子：塔西洛 Tassilo

### 菲斯滕贝格-魏特拉伯爵继承人
- 1806年—1828年：约阿希姆·埃贡 称菲斯滕贝格-魏特拉领地伯爵
- 1828年—1856年：弗里德里希·卡尔 Friedrich Karl 约阿希姆·埃贡长子
- 1856年—1879年：约翰·奈波穆克 Johann Nepomuck 弗里德里希·卡尔长子
- 1879年—1932年：爱德华·埃贡 Eduard Egon 约翰·奈波穆克次子

1932年，菲斯滕贝格-魏特拉系绝嗣。

#### 皮尔格利茨系的菲斯滕贝格-魏特拉领地伯爵
菲斯滕贝格亲王卡尔·埃贡五世没有子嗣，他收养了弟弟的儿子约阿希姆·埃贡的第三子约翰内斯为养子。约翰内斯成为菲斯滕贝格王子和伯爵，并在卡尔·埃贡五世去世后继承了魏特拉领地伯国。
- 1973年至今：约翰内斯 Johannes 约阿希姆·埃贡第三子，菲斯滕贝格-魏特拉领地伯爵

- 菲斯滕贝格-魏特拉领地伯爵世子：文森茨 Vincenz 1985年生

### 菲斯滕贝格-泰科维茨伯爵继承人
- 1806年—1814年：弗里德里希·约瑟夫·马克西米利安·奥古斯特
- 1814年—1840年：约瑟夫·弗里德里希 Joseph Friedrich 弗里德里希·约瑟夫·马克西米利安·奥古斯特长子，无嗣
- 1840年—1866年：弗里德里希·米夏埃尔 Friedrich Michael 弗里德里希·约瑟夫·马克西米利安·奥古斯特第四子，无嗣

1866年，菲斯滕贝格-泰科维茨系绝嗣。